# Navinés
Navinés es un despoblado español del municipio de Ribera de Urgellet, perteneciente a la provincia de Lérida, en la comunidad autónoma de Cataluña.

## Toponimia
El lugar puede aparecer referido como «Navinés» «Navines» y «Navins».

## Historia
Hacia mediados del siglo XIX, el lugar, por entonces con ayuntamiento propio, tenía contabilizada una población de 79 habitantes. Aparece descrito en el duodécimo volumen del Diccionario geográfico-estadístico-histórico de España y sus posesiones de Ultramar de Pascual Madoz con las siguientes palabras:

NAVINES: l. agregado al ayunt. de Arfa en la prov. de Lérida (20 leg.), part. jud. y dióc. de Seo de Urgel (1), aud. terr. y c. g. de Barcelona (26): sit. en la pendiente meridional de un cerro, á media hora sobre la márg. del riach. de su nombre: clima frio y muy ventilado por todas partes. Se compone de 12 casas y 1 igl. parr. (San Saturnino) servida por un cura rector y beneficiado de sangre: hay tambien 1 fuente y cementerio dentro del pueblo: confina el térm. por N. con el r. Segre; E. el de Seo de Urgel y Bastida; S. el de Tost; y O. el de Arfá: se estiende 2 leg. de N. á S. y 1 1/2 de E. á O., comprendiendo dentro de su circunferencia las casas solares de Murris, La Coma, Casanovas, Planas, Canturrí y algunas otras de menos significacion: nacen en él varias fuentes y le cruza el riach. de su nomber, que nace en el térm. de Tost y va á incorporarse al Segre sin casi prestar ningun beneficio. El terreno es de mala calidad y le cruzan dos caminos, uno que va á Seo de Urgel y otro á Tost: recibe la correspondencia de Seo de Urgel por espreso: prod. trigo, patatas, legumbres y vino; cria ganado lanar, cabrío y de cerda; y caza de liebres, conejos, perdices y alguna que otra zorra: pobl. 16 vec., 79 alm.: riqueza imp. 31,939 rs.: contr. el 14'48 por 100 de esta riqueza.
(Madoz, 1849, p. 145)

El municipio de Navinés desapareció de cara al censo de 1857, al incorporarse el término al de Arfa. En la actualidad, pertenece al municipio de Ribera de Urgellet. En 2023, la entidad singular de población no tenía empadronado ningún habitante.